# İzzet Avcı
İzzet Avcı (* 1. Januar 1949) ist ein ehemaliger türkischer Bogenschütze.
Avcı, 1,82 m groß und 76 kg schwer, nahm an den Olympischen Spielen 1984 in Los Angeles sowie den Olympischen Spielen 1988 in Seoul teil. Er belegte die Plätze 45 bzw. 61 und wurde 1988 mit der Mannschaft 14.